# Regione di Abaj
La regione di Abaj (in kazako Aбaй облысы?, in russo Aбайскaя область?) è un'unità amministrativo-territoriale della repubblica del Kazakistan. La regione è situata nella parte nord-orientale del Paese, occupando per la maggior parte le alture del Kazakistan e in minima parte la pianura della Siberia settentrionale. Il capoluogo è la città di Semej (fino al 2007 Semipalatinsk).

## Geografia fisica

### Territorio
La regione di Abaj confina a est con la regione del Kazakistan orientale, a sud con la regione di Zhetisu, a ovest con la regione di Karaganda, a nord-ovest con la regione di Pavlodar, a nord con la Russia (territorio dell'Altaj) e a sud-est con la Cina (regione autonoma uigura dello Xinjiang). La maggior parte della regione è occupata dalle propaggini orientali delle alture del Kazakistan, che formano una pianura ondulata con altezze di 500-700 m s.l.m. A sud-est la catena del Tacheng si estende fino a 3000 m s.l.m., separando le depressioni dei laghi Zajsan, Balqaš e Alakol. La zona settentrionale della regione è ricoperta dalla steppa su suoli di černozëm, ma nel territorio prevale la steppa desertica. La principale arteria idrografica è il fiume Irtyš, lungo il quale si trova la centrale idroelettrica di Šulbinsk. Ci sono molti laghi nella regione, i più estesi sono quello di Alakol e quello di Sasykkol nonché il bacino di Šulbinsk.

### Clima
Il clima è nettamente continentale, con ampie escursioni termiche diurne e annuali. L'inverno è rigido, l'estate calda. La temperatura media di gennaio è di −17 °C, quella di luglio è di 21 °C; le precipitazioni sono di 300 mm all'anno.

## Storia
Nel XIX secolo vivevano sul territorio della regione tribù del Medio Zhuz, come naiman, argyn, tobykty, tarakty, Kereiti e uaki. Tra il 1939 e il 1997 il territorio corrispondeva alla regione di Semipalatinsk, costituita con decreto del Soviet Supremo dell'Unione Sovietica il 14 ottobre 1939. e ha continuato ad esistere nella repubblica del Kazakistan. Il 3 maggio 1997 la regione fu abolita con decreto del presidente Nursultan Nazarbaev e il suo territorio è stato incorporato nella regione del Kazakistan orientale. La regione di Abaj, che comprende gli stessi territori che fino al 1997 facevano parte dell'ex regione di Semipalatinsk, è stata istituita l'8 giugno 2022 in conformità con il decreto del presidente Qasym-Jomart Toqaev del 4 maggio 2022.

## Economia
Tra i settori di base dell'economia vi sono le industrie leggere, minerarie, manifatturiere, alimentari e metallurgiche. Due grandi imprese minerarie operano nel territorio della regione: Aktogay GOK e Bakyrchyk GOK.

## Geografia antropica

### Suddivisioni amministrative

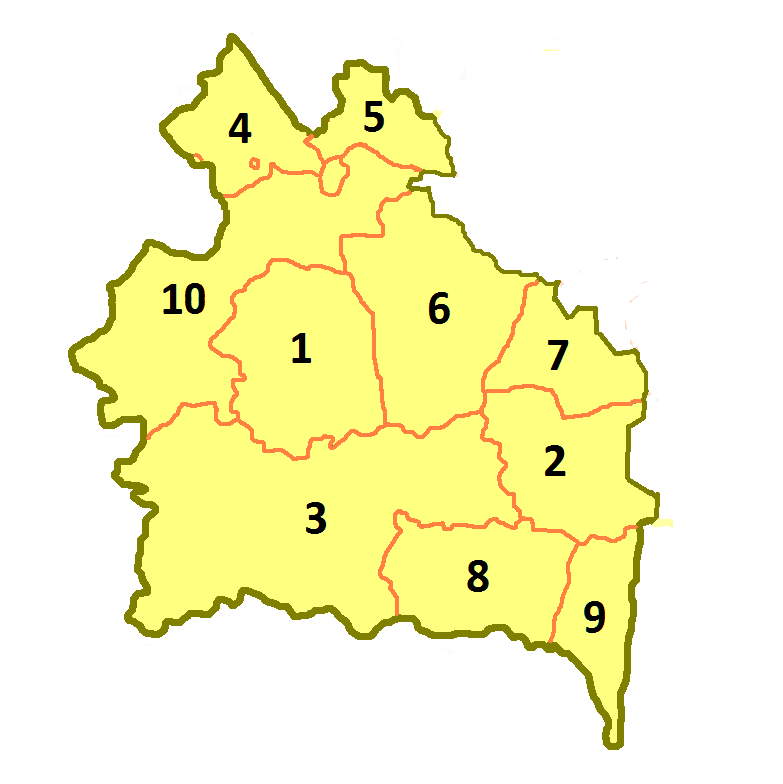
Carta con la suddivisione amministrativa della regione di Abaj in distretti e città

In seguito a trasformazioni amministrative, la regione è composta da 8 distretti e 2 città di subordinazione regionale (città akimat):
1. Distretto di Abaj
2. Distretto di Aqsuat
3. Distretto di Ayagoz
4. Distretto di Besqaragaj
5. Distretto di Borodulikha
6. Distretto di Zharma
7. Distretto di Kökpektí
8. Distretto di Urzhar
9. Città di Kurchatov
10. Città di Semej

## Società

### Evoluzione demografica
| Popolazione della regione di Abaj | Popolazione della regione di Abaj | Popolazione della regione di Abaj |
| 2021                              | 2022                              | 2023                              |
| --------------------------------- | --------------------------------- | --------------------------------- |
| 638 300                           | 611 888                           | 610 158                           |